# Bel·les
Els bel·les (en llatí Belli, en grec antic Βελλοί) eren un poble celtiber a la Tarraconense, una de les tribus més petites que tenia el seu centre a la poderosa ciutat de Segeda (Σεγήδη). Van participar, com aliats dels romans, a la guerra lusitana. La seva revolta va iniciar la guerra de Numància, segons diu Polibi.